# أعلى محلا (حبيل جبر)

تعديل مصدري - تعديل

أعلى محلا هي إحدى قرى عزلة حبيل جبر بمديرية حبيل جبر التابعة لمحافظة لحج، بلغ تعداد سكانها 153 نسمة حسب تعداد اليمن لعام 2004.